# Mallas (ropa)

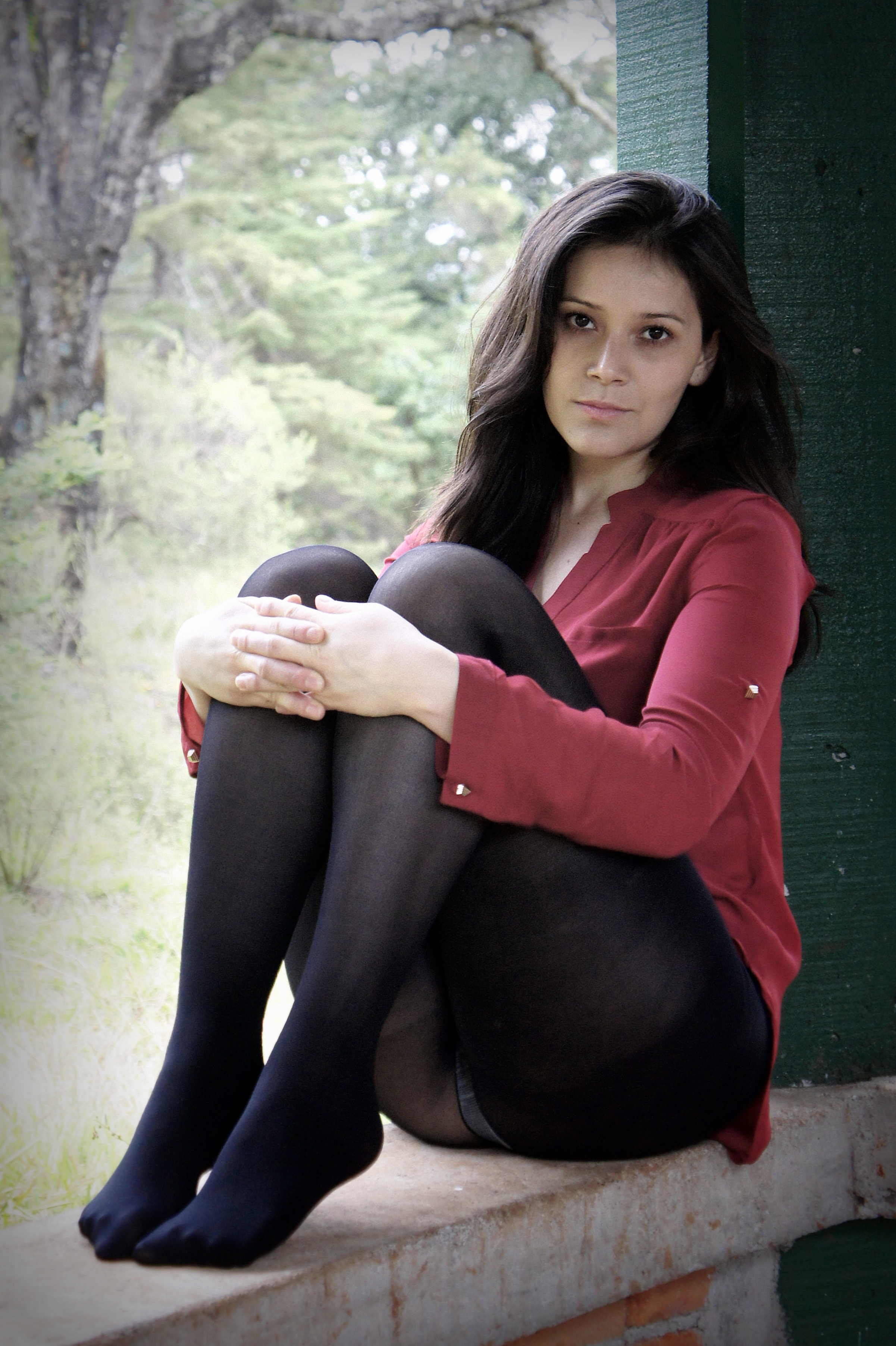
Mallas sintéticas negras opacas con refuerzo de algodón

Las mallas, licras o el anglicismo leggings, son un tipo de prenda de tela elástica, con mayor frecuencia cubren el cuerpo desde la cintura hasta las puntas de los pies con un ajuste apretado. Vienen en estilos absolutamente opacos, opacos, translúcidos, transparentes y de red, o una combinación de ellos, como el concepto original del término americano pantimedias con piernas transparentes y bragas opacas.
El uso de mallas tiene una historia que se remonta a varios siglos, cuando fueron usados por los hombres. Hoy en día, son usados principalmente por mujeres y niñas. En los últimos años, a veces se han ofrecido como moda masculina. Las medias atléticas son consideradas unisex. Originalmente, las licras cubrían solo las piernas, no la parte inferior del torso; Eran dos piezas separadas; y no contenía fibras elásticas, por lo que se cortaron ajustados (para usar menos tela) y estaban sueltos, no apretados. Cuando estaba hecha de seda fina, esta calcetería se consideraba una media. Cuando las fibras de nailon se desarrollaron e introdujeron en la década de 1940, estas medias se denominaron nilones. Cuando las piernas separadas se tejieron juntas con una braga que cubría el torso inferior hasta la cintura en un formato único e integrado, se acuñó el término pantimedias, ya que era una construcción de una sola pieza de una braguita con un par de manguera separada, una para cada pierna. Esta unión eliminó cualquier necesidad de ligas para sostener cada cubierta de pierna por separado.
En el inglés americano, la diferencia entre las pantimedias y las mallas se determina en función del peso del hilo utilizado y la densidad o la tensión del tejido al que se teje la prenda. En general, cualquier cosa hasta cuarenta denier en la pierna o en general se conoce como pantimedias y cualquier cosa que se pueda clasificar como mallas, como por ejemplo "mallas para correr" y "mallas para ciclismo".. En el Reino Unido, la palabra "mallas" se usa en todos los casos cuando se refiere tanto a las pantimedias como a las "licras", para medias con pies o sin pies de material más pesado, normalmente opaco. Las mallas pueden ser transparentes pero sólidas en color, mientras que las mallas son prácticamente opacas, no transparentes. Por lo tanto, las medias casi opacas a veces se etiquetan como semi-opacas y no se consideran adecuadas como pantalones debido a que son demasiado reveladoras o inmodestas.
Hay muchas subclasificaciones de mallas o pantimedias que describen la construcción precisa (como la parte superior de control, sin costuras, con soporte y transparente). Aunque la mayoría de las mallas son principalmente de nailon o algodón, la licra se incluye normalmente en las mezclas modernas para mejorar el ajuste. Las mallas atléticas son absolutamente opacas y a menudo sin pies, aunque pueden tener un "estribo" que se coloca debajo del pie para sujetar el brazalete cerca del tobillo.
Tanto en los tiempos históricos como en los modernos, el uso de mallas de calcetería ajustadas por parte de los hombres se ha asociado a veces con una prenda de acompañamiento ajustada en la ingle sobre los genitales masculinos. En el siglo XV, algunos hombres usaban una bragueta de armar elaborada y decorativa para acentuar su dotación genital, y como símbolo de su virilidad. En los tiempos modernos, los bailarines de ballet masculinos generalmente usan un cinturón de baile debajo de sus mallas para brindar apoyo a los genitales y para promover una apariencia suave y regular, ya que las medias son tan finas y ajustadas para la piel que revelan los contornos detallados de los genitales masculinos. .

## Antecedentes históricos

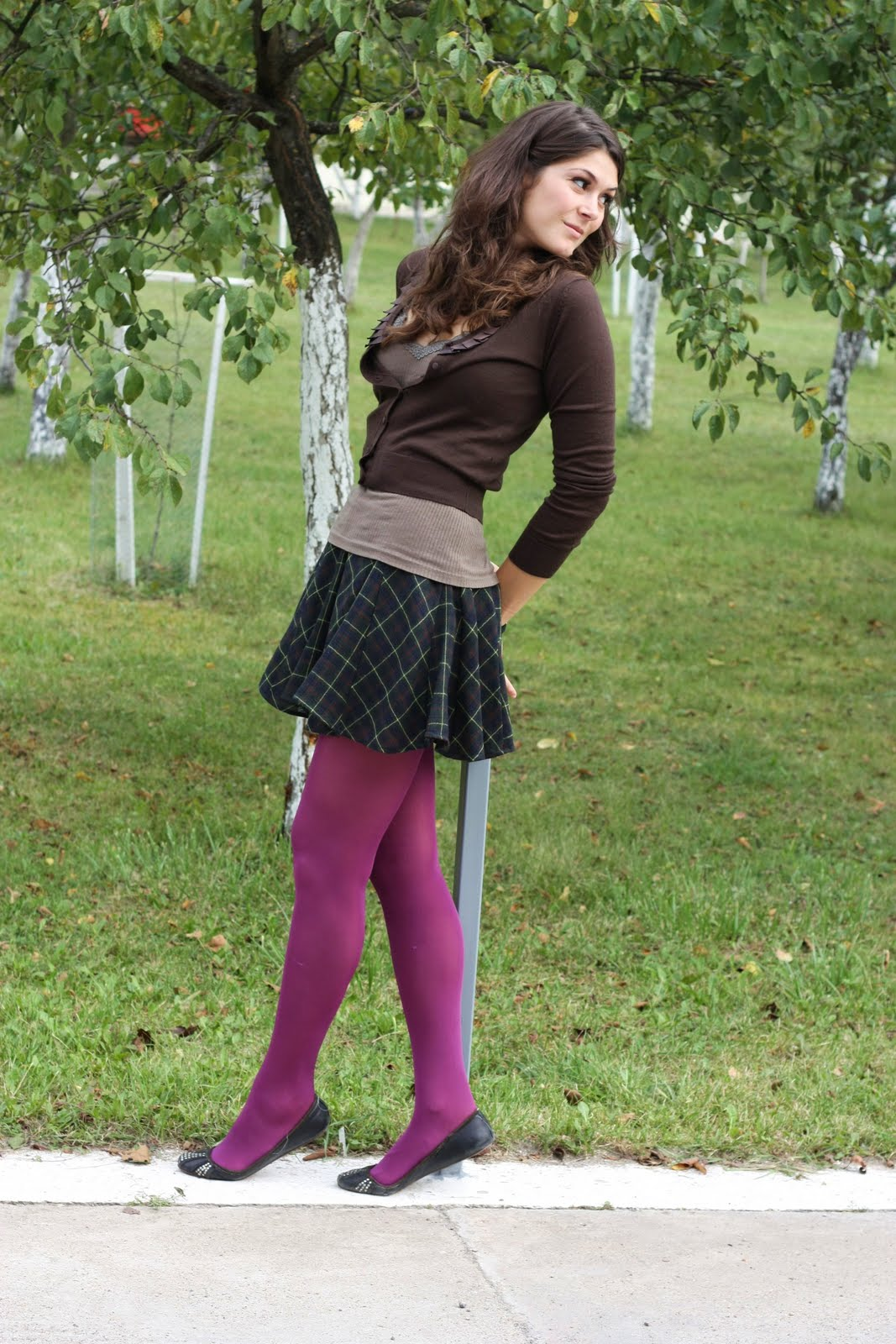
Una mujer con mallas debajo de una falda

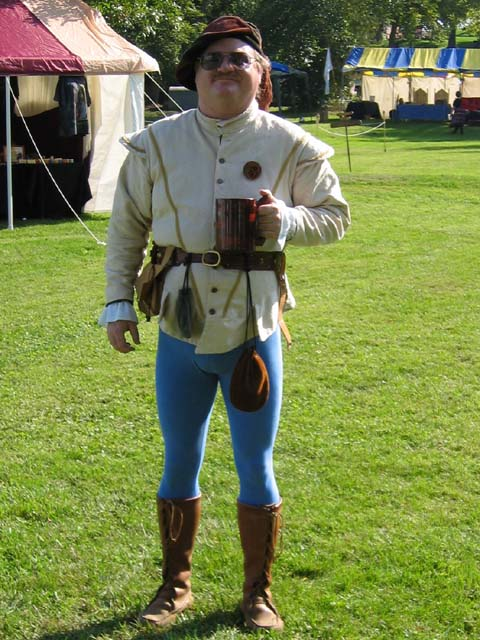
Traje de era del Renacimiento

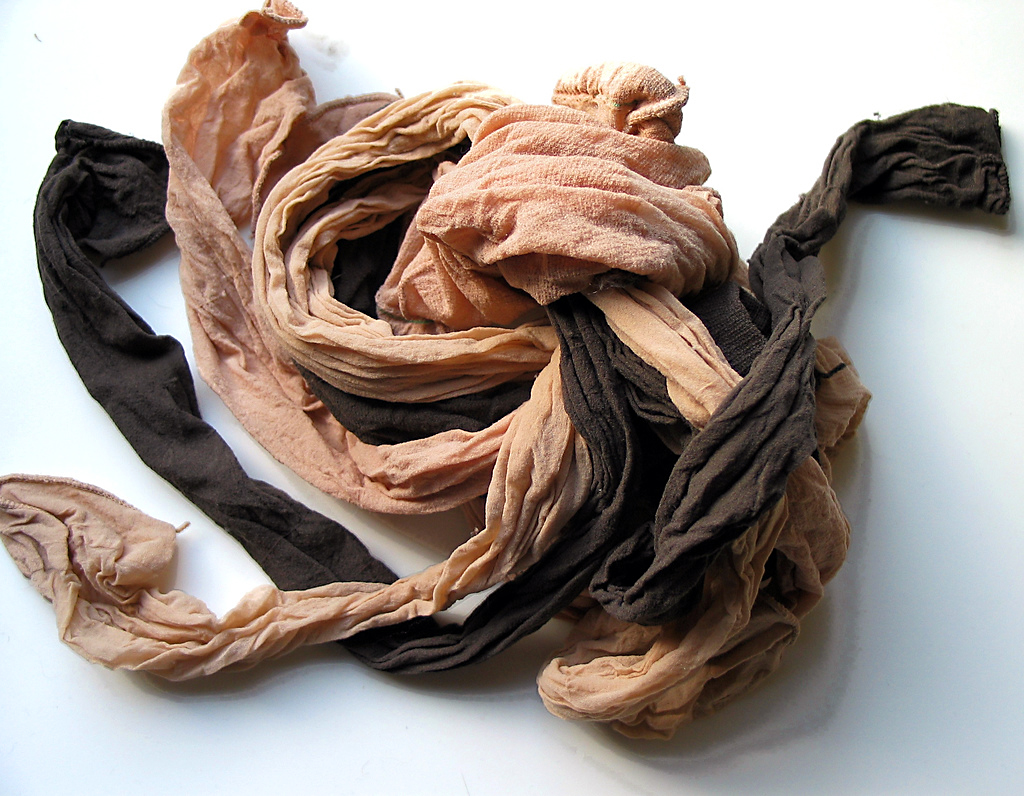
Las mallas ocupan muy poco espacio cuando no se usan.

Derivado originalmente de las calzas que usaban los hombres europeos hace varios siglos, las mallas se hacían lo más ajustadas posible por razones prácticas al montar a caballo. Para los hombres de la nobleza, el material estaría hecho de seda o lana fina en lugar de los tejidos más gruesos utilizados por las clases más bajas. En la época del rey Enrique VIII de Inglaterra, tal era la moda masculina para exhibir una pierna bien girada que incluso el rey acolchó el área de la pantorrilla debajo de su calza. Las pinturas de retratos de él y otra nobleza a menudo retratan el uso de una bragueta de armar que cubre la ingle.

## Uso actual
Las mallas se usan más comúnmente con una falda o vestido de las mujeres. También se llevan bajo los pantalones por los hombres.
En el mundo del teatro, las mallas también son comunes, especialmente en los trajes de la época del Renacimiento, y la danza, particularmente en el ballet.
El término "medias" se ha utilizado para tratar de ridiculizar ciertos uniformes tradicionales británicos. Más famoso, los siervos de armas en el palacio de Westminster, después de que un manifestante superó la seguridad, fueron descritos en los medios de comunicación como "hombres de mediana edad con medias".

### Uso atlético
Para montar a caballo, las "medias" en algunos círculos ecuestres pueden referirse a pantalones de montar de material ligero que se extienden hasta el tobillo del ciclista y se usan con una bota estilo "paddock" (altura del tobillo). Tales pantalones se usan en verano o como ropa interior en invierno. En climas cálidos se pueden usar durante todo el año. Estas "mallas para montar" son más baratas de comprar que los jodhpurs o calzones que son un tipo de pantalón para montar hecho de material más pesado y que se extienden solo hasta la mitad de la pantorrilla y están diseñados para usarse con botas altas para montar. Las mallas también pueden describir las coberturas de pierna llevadas en ciclismo en tiempo frío y en otras actividades atléticas, especialmente por corredores. Estas mallas son usualmente una mezcla de espandex más gruesa, y generalmente no tienen pies. Algunos científicos del deporte también han recomendado que el uso de medias puede reducir la vibración del tejido muscular. Las mallas son el uso popular de los bailarines, especialmente en el ballet. Los bailarines modernos también pueden usar medias.
Las medias atléticas recibieron cierta publicidad durante la temporada de baloncesto 2005–2006, cuando los jugadores comenzaron a usar las medias hasta los tobillos debajo de sus pantalones cortos de uniforme. Un destacado jugador de la NBA, Kobe Bryant, fue uno de los primeros en usar medias, y el estilo fue posteriormente adoptado por varios otros jugadores de la NBA, así como también por algunos jugadores universitarios y de secundaria. El estilo provocó controversia, lo que llevó a propuestas para prohibir el uso de medias con uniformes de baloncesto. Para ciertos deportes pueden utilizarse mallas de compresión, pero generalmente su uso no debe ejercer presión.
En temperaturas más frías al aire libre, los jugadores de fútbol americano a veces usan mallas de spandex junto a su piel debajo de sus pantalones elásticos acolchados y ajustados.

### Uso en salud y belleza
Debido a que la tela utilizada en las mallas está hecha de tela entretejida, como el nailon o el algodón, hay poros en la tela donde los fabricantes modernos han podido colocar otros artículos que benefician la piel. Pueden usar técnicas de microencapsulación para colocar sustancias como cremas hidratantes y otras cremas para la piel en las mallas. Asimismo se utilizan, con alguno de estos dos propósitos, mallas de compresión, reductoras y moldeadoras.

## Características de diseño
Las mallas se fabrican en muchas variedades diferentes por razones de estilo y comodidad. Ciertos diseños de desgaste de piernas incluyen un calzoncillo más oscuro o no visible en absoluto, el primero se usa para crear un soporte adicional o un efecto de modelado.
Un área donde el diseño es muy diferente de un modelo a otro es el área de la punta. Existen varias variedades de tipos de dedos, como sandalias, dedos abiertos y reforzados, todos con diferentes efectos. Si bien algunas descripciones de la diferencia entre la punta abierta y la sandalia pueden causar confusión, el estándar de la industria es que una sandalia cubre todo el pie y las medias abiertas usan una banda de silicona o bucles para sujetar la prenda mientras dejan los dedos expuestos.

## Galería

Diversos usos y tipos desde el siglo XX hasta nuestros días.
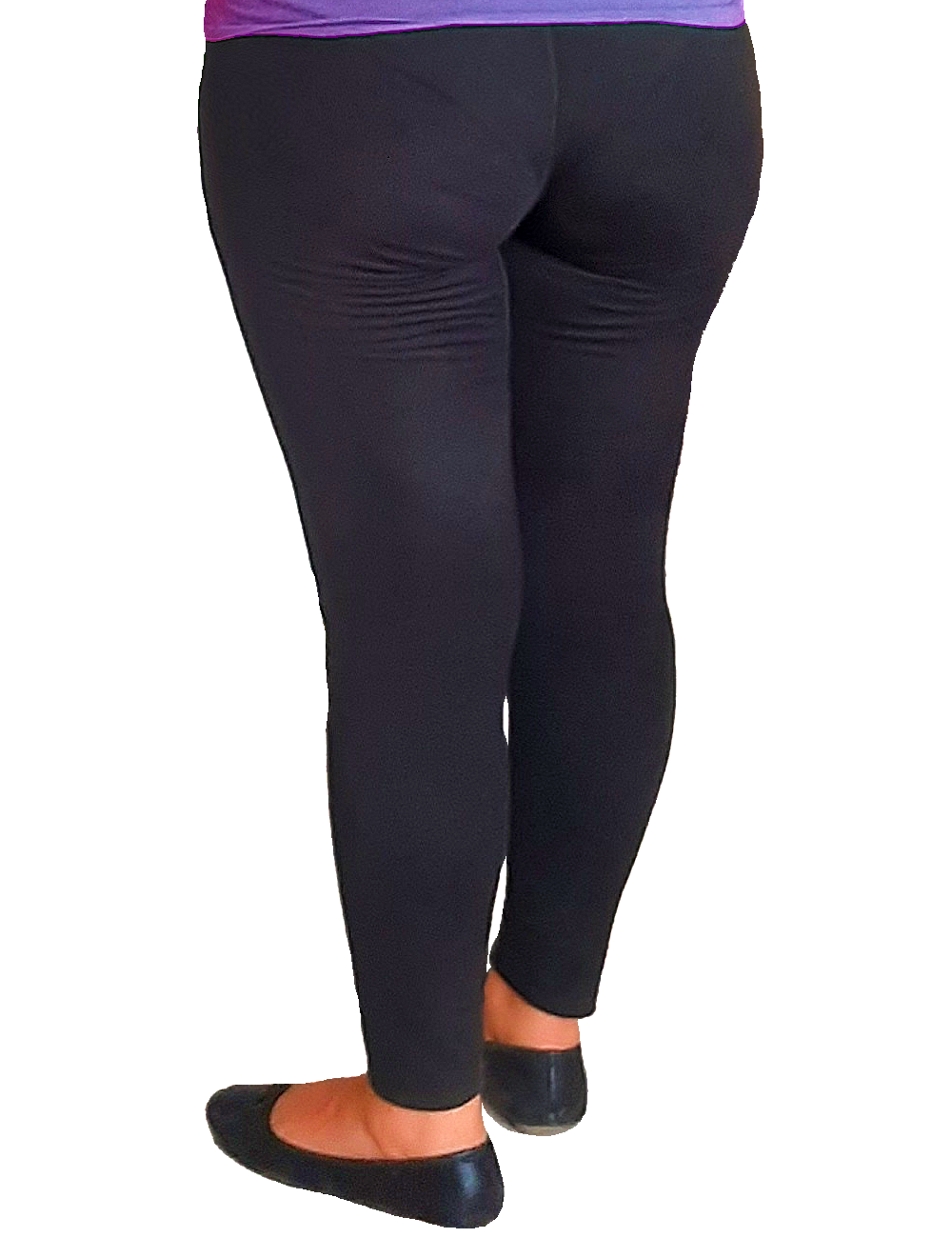
Leggings mallas negro (vista trasera)
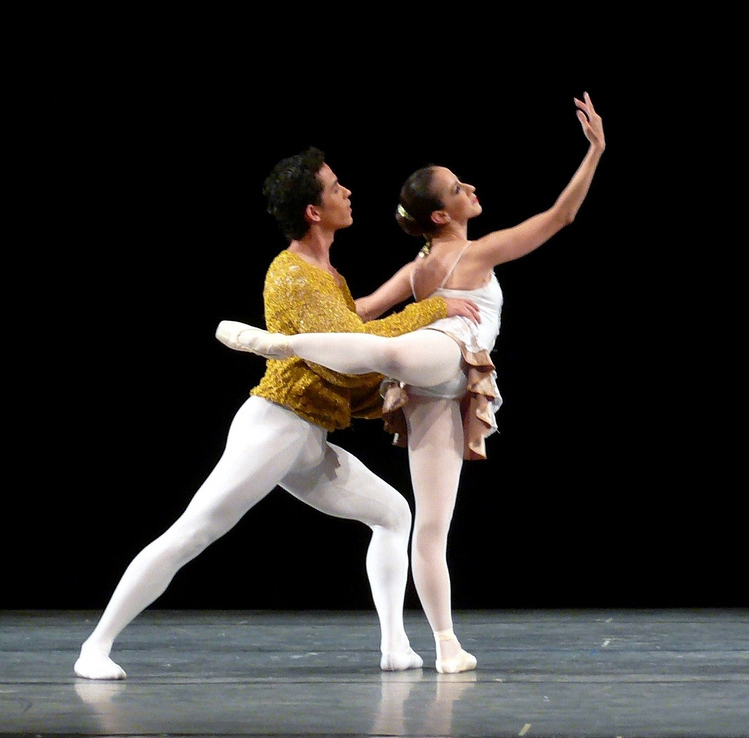
Mallas como ropa exterior masculina y en parte como ropa interior.[5] para mujeres en el escenario.
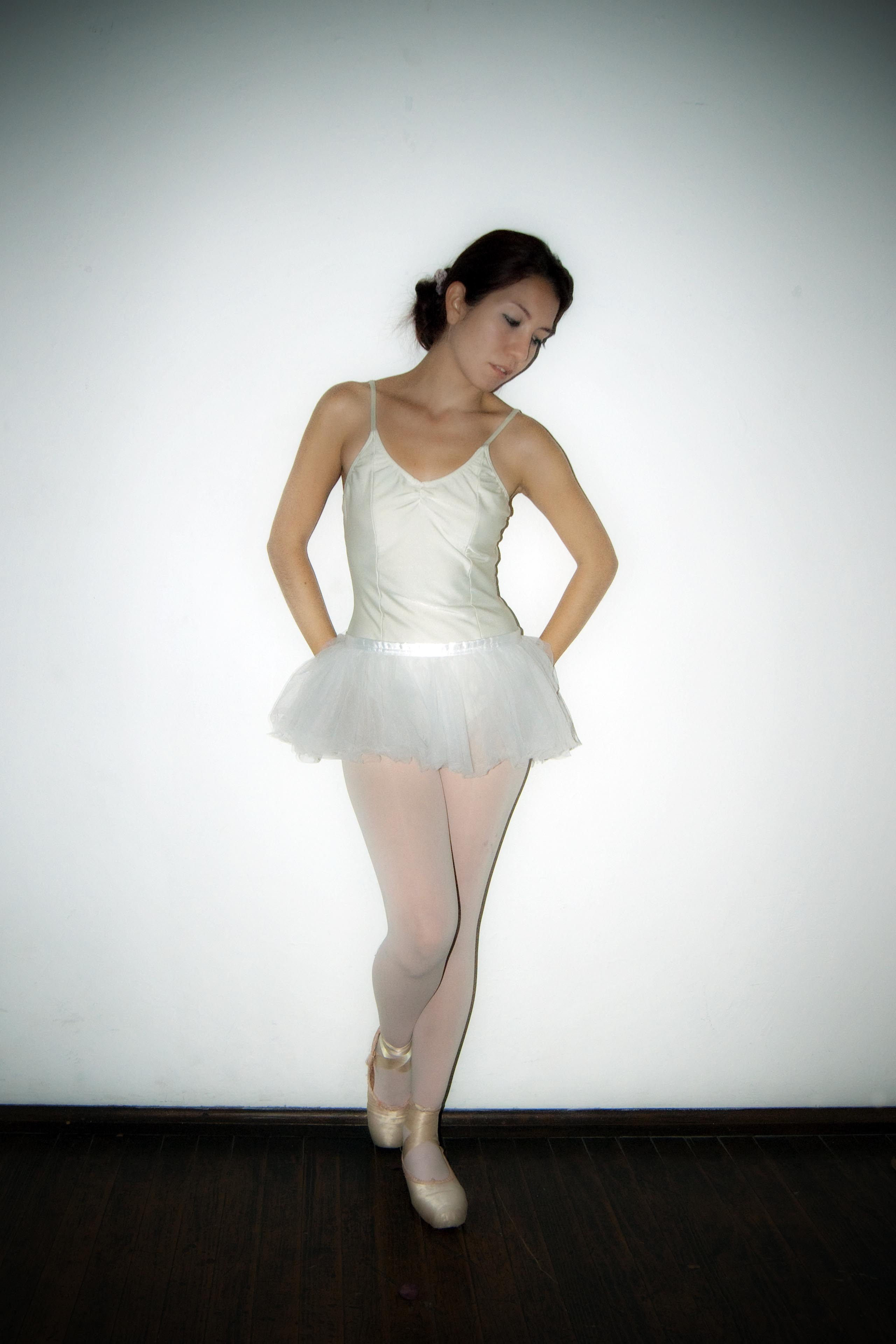
Mallas como parte del traje de una bailarina de ballet.
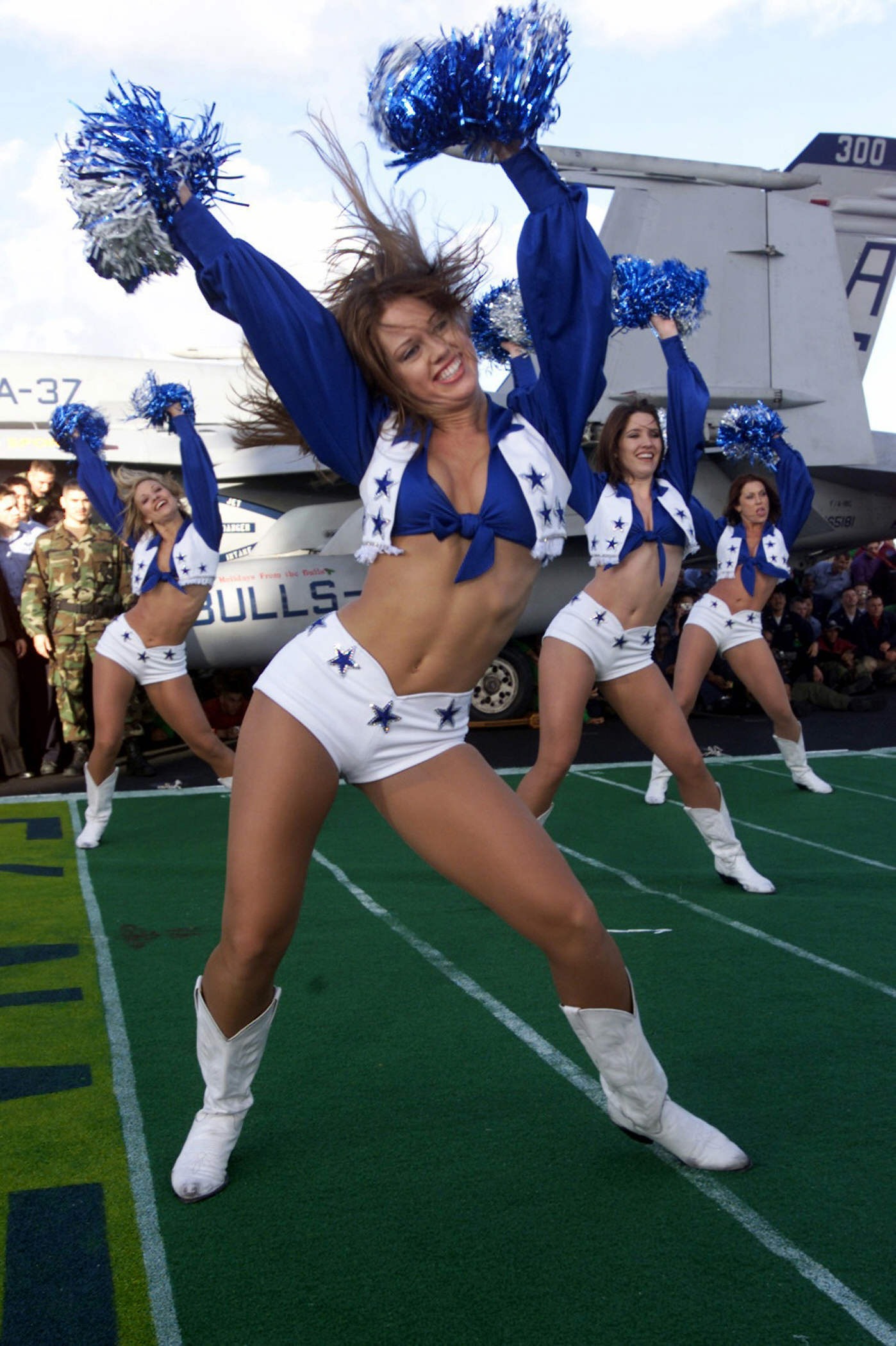
Una animadora en mallas de nylon transparente.
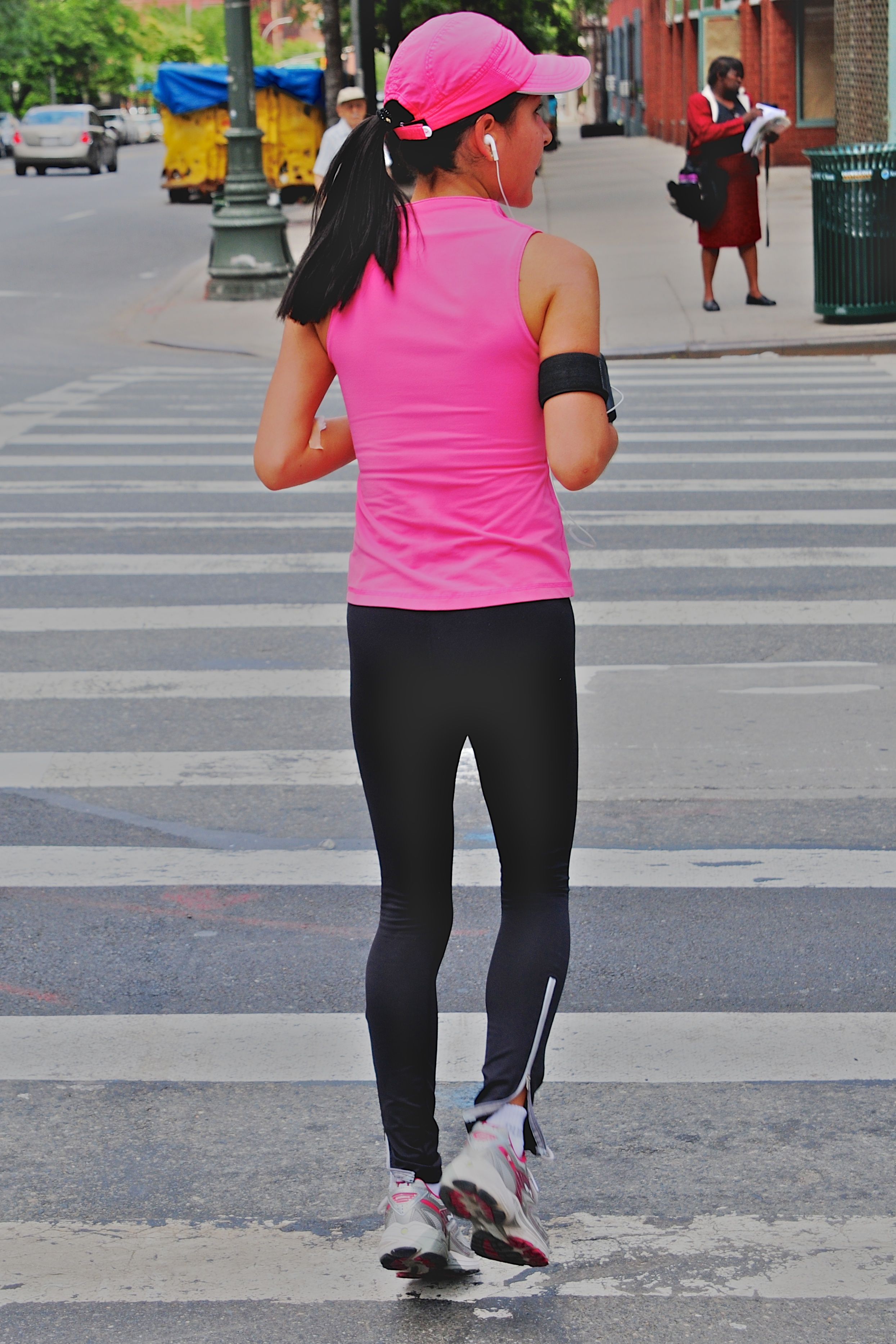
Mallas para correr como ropa de abrigo.
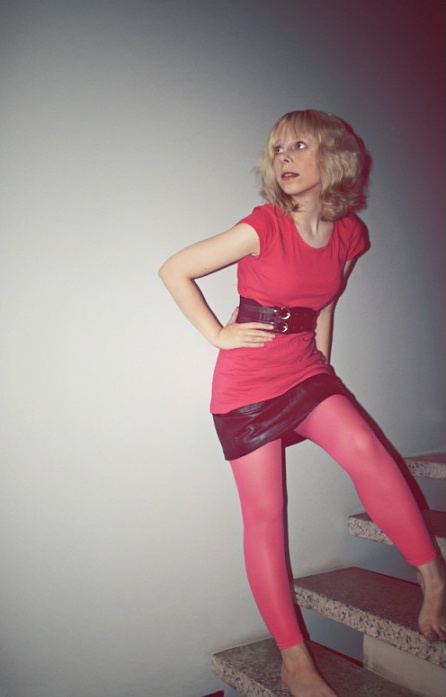
Mallas opacas sin pies debajo de una falda
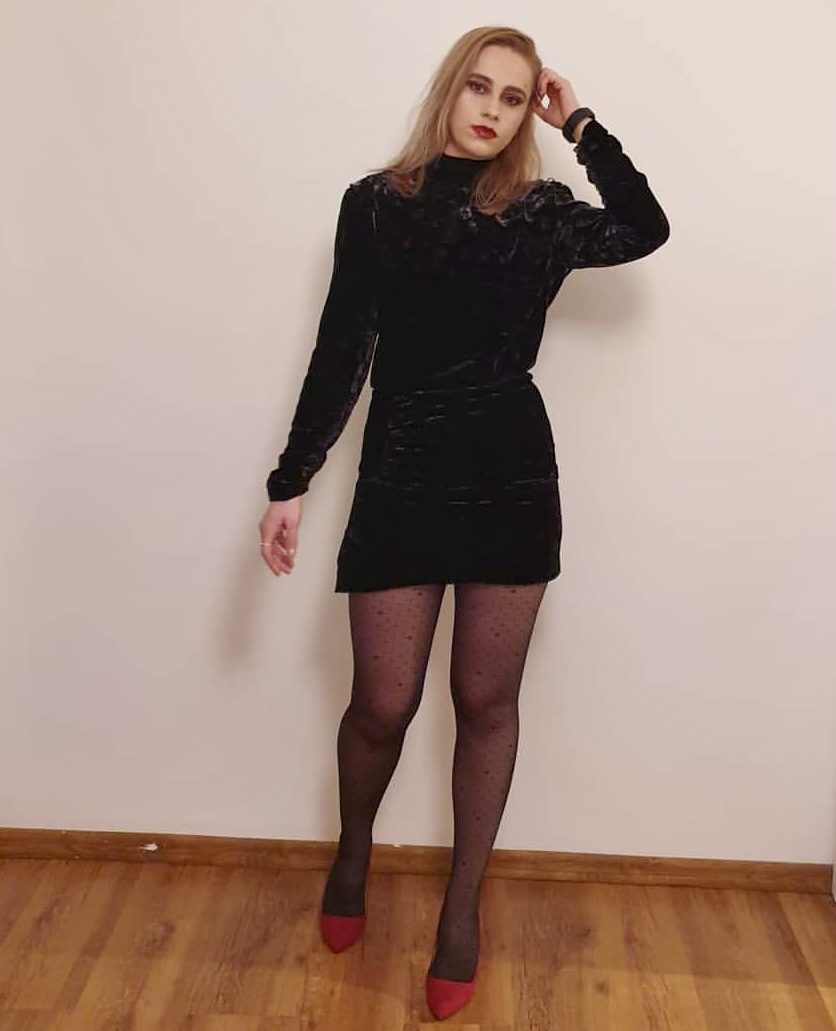
Mallas negras y tacones altos